# Franco Matacotta
Franco Matacotta (Fermo, 11 ottobre 1916 – Genova, 1º maggio 1978) è stato un poeta e giornalista italiano.
Viene ricordato soprattutto per la sua relazione sentimentale con la scrittrice Sibilla Aleramo.
Franco Matacotta è stato tra i più importanti poeti del novecento secondo poeti, critici e storici della letteratura come Francesco Flora, Giacomo Debenedetti, Carlo Bo, Giuliano Manacorda, Alfredo Luzi, Franco Fortini e Antonio Porta.

## Biografia
Dopo l'infanzia e l'adolescenza trascorse a Fermo, si trasferisce a Roma per frequentare l'università. Matacotta ha pubblicato con lo pseudonimo di Francesco Monterosso alcune poesie sparse su riviste. Poi il 20 dicembre del 1941 pubblica i Poemetti col suo vero nome nelle edizioni di "Prospettive" dirette da Curzio Malaparte il cui vero nome era Kurt Erich Suckert.
Nel gennaio del 1936 inizia la corrispondenza con Sibilla Aleramo, a quel tempo sessantenne; insieme intrecciano una relazione amorosa difficile e complessa che durerà sino al marzo 1946. Grazie a questo rapporto, Matacotta può consultare numerose carte di Dino Campana custodite dall'Aleramo (che aveva avuto col poeta una relazione durata dall'agosto al dicembre del 1916), e pubblica nel 1949 il cosiddetto "Taccuino Matacotta", in cui riunisce alcuni testi inediti del poeta dei Canti Orfici.
Nel 1939 si laurea con una tesi dal titolo "Giuseppe Ungaretti o della parola come mito"; due anni più tardi, nel 1941 parte per la seconda guerra mondiale ed è di stanza in Sardegna; più tardi si unirà ai partigiani. Finita la guerra, collabora con Il Mattino e Paese Sera.
Nel 1946-47 fu insegnante di lettere nella Scuola Media di Civitavecchia, di cui era preside Guglielmo Cascino. Nella scuola si volevano portare avanti alcuni esperimenti di "scuola attiva" sui quali Guglielmo Cascino riferisce in un suo testo: Nuovi orientamenti per la scuola secondaria, edito presso Paravia nel 1951.

## Opere
- Poemetti (1936-1940), Roma, Edizioni di Prospettive, 1941
- Fisarmonica rossa, Roma-Milano, Darsena, 1945
- La terra occupata, Roma, Nuove edizioni popolari, 1946
- La lepre bianca, Roma, Nuove edizioni italiane, 1946
- Naialuna (ispirato alla sua esperienza al fronte sardo), edizioni amici della poesia, 1948
- Ubbidiamo alla terra, Rieti-Roma, Edizioni del girasole, 1949
- Canzoniere di libertà, Roma, La nuova strada, 1953
- I mesi, Milano, Ed. Schwarz, 1956
- Versi copernicani (per reazione alla rivoluzione ungherese del 1956), Firenze, Vallecchi, 1957
- Gli orti marchigiani, Padova, Rebellato, 1959
- La peste di Milano e altri poemetti, introduzione di Franco Fortini, con 5 disegni di Pericle Fazzine, Ancona, L'astrogallo, 1975
- Canzoniere d'amore, introduzione di Giuliano Manacorda, con 4 disegni di Pericle Fazzine, Ancona, L'astrogallo, 1977

## Curiosità
- La lepre bianca si ispira ad un episodio raccontato nel Kojiki, un'antica storia del Giappone redatta nel 712 dal nobile Ō-No-Yasumaro: il giovane protagonista, infatti, è iniziato alla vita con dolore proprio come la lepre della leggenda giapponese.